# 台灣晉陞太空
台灣晉陞太空股份有限公司（Taiwan Innovative Space；TiSPACE）是位於苗栗縣苗栗市大坪頂的一間民營航太火箭製造公司，主要開發輕型運載火箭，該公司研發的火箭引擎使用混合火箭引擎，工作內容為進行火箭發射服務，創立於2016年。

## 歷史
- 2016年由NASA回國主持中華民國政府哈比特計劃的科學家陳彥升與從交大機械系辦理借調的教授吳宗信等人共同創辦了台灣晉陞太空股份有限公司。
- 2019年底晉陞爆出未經申請違法使用原住民保留地的爭議事件，並遭台東縣政府來函嚴正警告。[3]同時吳宗信聲明2018年時因「誠信務實」與公司理念不合已被迫離開公司返回交大任教並強調其所在的國立陽明交通大學前瞻火箭研究中心（ARRC）與晉陞毫無任何關係，兩方徹底切割關聯[4]；同年，晉陞與即將成立太空科學與工程學系的國立中央大學締結合作協議，雙方將協力開發衛星與發射載具系統，並培養航太領域的下一代人才。此合作不僅可以弭平中央大學在火箭推進技術上的短缺，還可以其成為涵蓋太空科學、衛星系統開發與發射應用的全方位學府[5]。
- 2020年3月首次發射飛鼠一號失敗。[6]
- 2021年於南澳洲威爾斯灣火箭發射場試射飛鼠一號失敗[7]，晉陞在該年8月獲得了澳大利亞政府的發射許可，但原定於9月10日、9月15日和9月16日的三次發射都未能成功（首次發射被強風干擾，第二次發射時系統未能啟動，第三次發射時發生了火災），因此負責協助發射的南方發射公司（Southern Launch）宣布將不再執行晉陞的發射案[8]。

## 基礎設備

### 公司地址
晉陞位於苗栗縣苗栗市坪頂東31號。

### 南田太空港發射場
位於台東縣達仁鄉南田部落（22°15′43.16″N 120°53′25.22″E / 22.2619889°N 120.8903389°E），鄰近台26線達仁溪橋旁，該場地具備發射台、火箭發射支撐架、氧化劑填充設施、裝載火箭設備、發射控制中心、追蹤天線設備和天氣預測站。
此地起初是以養蝦場名義申請興建，後因改裝火箭發射場之土地利用爭議遭到台東縣政府開罰共計86萬新台幣。

### 機動發射系統
已完成全系統功能測試與發射模擬驗證，從其官方推特發布照片判斷，系統內具備行動發射控制中心、移動式氧化劑填充系統與移動式火箭發射支撐架。

## 飛鼠系列火箭
| 型號     | 發射日期/時間       | 發射地點                               | 系列編號 | 酬載 | 結果   | 備註                             |
| -------- | ------------------- | -------------------------------------- | -------- | ---- | ------ | -------------------------------- |
| 飛鼠一號 | 2020年2月13日 06:56 | 南田太空港發射場                       | 無       | 無   | 未發射 | 天候不佳，風切過大，宣布中止發射 |
| 飛鼠一號 | 2021年9月16日 14:39 | 南方發射太空科技澳洲威爾斯灣衛星發射場 | VS01     | 無   | 失敗   | 火箭載具起火                     |

台灣晉陞太空旗下兩款系列火箭－Hapith，名稱來自台灣原住民賽夏族對飛鼠的稱呼。

### 火箭科技

#### LELIEN 1混合式火箭引擎
以「笑氣」（一氧化二氮）當氧化劑，搭配固體燃料（丁苯橡膠）組成混合式火箭引擎，並分LELIEN 1A、LELIEN 1B和LELIEN 1C引擎，具備推力向量控制（TVC）和冷氣反應控制系統（RCS）。

#### 火箭本體
採用碳纖維增強碳複合材料，質量輕可利於飛行，頂部整流罩採用輕量蜂巢狀三明治夾層設計，具有良好的散熱和環保性能。

### 飛鼠一號
首枚為多功能探空火箭飛鼠一號（Hapith I），兩節式火箭長10公尺，直徑1.5公尺，第一節推力為8噸，最快速度每秒2公里，射高最高達270公里，以目前混合火箭飛行高度的世界紀錄120公里而言，若試射成功將可成為混合火箭最高飛行紀錄。
原定於2019年12月底在台東縣南田太空港發射場進行首次試射，但地方村民疑慮，加上用地爭議，被暫緩發射，董事長陳彥升隔天帶村民參觀發射場和介紹希望釋清疑慮，但還須經地方部落會議決定是否願意提供廠商發射任務。繼說明會後，晉陞又於2020年1月14日召集部落會議舉行公聽會，惟因事前未依法規於20天前以正式函文陳報達仁鄉公所，致使不符程序而無法表決。
2020年2月10日，在經過多次與部落的協商後，將飛鼠一號發射時間定於2020年2月13日清晨6點，同日火箭已在南田發射場就位，並著手準備升空前的相關作業，包括風向、模擬發射程序等。火箭發射後預計整個飛行時間約10分鐘，飛向250公里高以上的太空，之後掉落在蘭嶼與綠島間的海域，肉眼可視時間約2分鐘。
2020年2月13日，火箭原定於6時至7時發射，然而火箭雖於6時56分點火，卻沒有升空，最終於7時過後，終止火箭發射。陳彥升說明停射原因為「天候不佳」，自凌晨起就已經不斷施放氣象氣球探測天候條件，但氣球還不到測量高度就已經墜落，因此只能宣告暫緩，而火箭在稍早也有進行試點火，並測試安全機制，但是因為有進行試點火，因此火箭還有零件需要更換，預計下次發射日為一到二個月以後。
南田太空港發射場自3月開始受到外界關注，因土地使用的法源問題暫無發射，目前正進行土地條目行政程序，科技部在2020年6月初宣布在屏東縣牡丹鄉旭海村海岸作為臨時短期發射場。
2020年7月，晉陞公司在推特上公布已完成機動式發射系統和模擬驗證相關照片和資訊，目前正朝試驗發射程序準備。後來國家太空中心網站則顯示，多功能探空火箭飛鼠一號將於2021年於海外發射場發射，但並未說明海外發射地點位址。直到2021年8月23日，由澳洲產業、科學及科技部於官方網站公布莫里森政府已批准飛鼠一號的發射許可，該次發射將透過澳洲太空企業南方發射太空科技在艾爾半島的威爾斯灣衛星發射場實施。
2021年在9月10日威爾斯灣衛星發射場當地出現強烈高空風，天候狀況不允許取消，9月15日在倒數階段有一個系統沒能順利連線延後，9月16日發生火警，火箭載具起火燃燒，現場已部署消防車撲滅火勢，沒有造成人員或環境的傷害。9月22日，南方發射發表聲明宣布，經評估後，他們與晉陞太空公司得出結論，未來不會再嘗試發射飛鼠一號。
據Space News媒體報導，接受媒體採訪的執行長陳彥升透過電子信箱表示，飛鼠一號火箭確實有起飛「一下子」，不久後墜落在發射台的右側，火箭的第一節油箱在墜落時破裂起火，但火箭沒有爆炸，發射台部分有延燒到，但其餘部分大致無礙，並表示將改良後續兩枚飛鼠一號的火箭材質，發射活動將在年底恢復。

### 飛鼠五號
飛鼠五號（Hapith V）為台灣晉陞太空計畫的商業輕型運載火箭，三節式火箭全長約20公尺，直徑2.2公尺，第一節使用5支引擎，於推升段推力達65噸，第二節使用4支引擎，推力為8噸，第三節單引擎推力為1噸，第一節採用液體注入向量推力控制（liquid injection thrust vector control,LITVC），第二、三節使用推力向量控制（TVC），可將重達390公斤的低軌道衛星（LEO）升往600公里高度，也可將重達350公斤的太陽同步軌道衛星（SSO）升往700公里高度，預計2021年將進行首次試射，若試射順利，將可進入商業發射營運。據晉陞公司的消息，飛鼠五號火箭已進入研發階段，近期會有成果展示。
有關首枚商業輕型運載火箭飛鼠五號（Hapith V）最新動向，執行長陳彥升向媒體表示，測試研發工作仍在繼續進行，計劃在2022年第三季左右進行首射，第一次首射將運載一顆約150公斤的衛星進入太陽同步軌道（SSO），最終計畫將攜帶約300公斤衛星的有效運載能力。

### 飛鷹運載火箭
2020年9月22日，在公司官方推特上一則「迎接來自台東達仁鄉南田部落」的影片，片頭出現一幕團體合照，有顯示新型火箭的設計樣式模型，外型類似亞利安太空的織女星運載火箭(Vega)，但性能一切不明。

### 探空火箭
2023年由日本子公司「jtSPACE」官網發布，長11.4米，直徑0.6米，重1.4噸，起飛推力6550kgf，預計最高高度119公里，酬載50公斤的兩節式混合引擎探空火箭。於2025年7月12日在北海道太空港發射「VP01」，此次發射意旨在測定火箭性能，確認是否能達到100公里以上的外太空，發射過程火箭第一節成功分離，第二節中止飛行的功能起效，在空中旋轉後墜落，晉陞高層人員對外回應「這次發射屬次軌道發射火箭任務，屬二節式混合式火箭，雖然未達到原預期的100公里高度，但無論火箭引擎點火、推力及脫節、再點火都非常的順利完成，目前推測火箭未能達到預定飛行高度原因，是第二節的Fin碎裂分離所致」。

## 爭議事件
晉陞以養蝦場名義掩蓋，在未取得部落族人的同意下違法使用臺東縣達仁鄉南田村的原住民保留地設置火箭發射基地，後遭到台東縣政府多次裁罰並要求該公司將保留地恢復原狀，但至2024年，晉陞不但沒有將保留地恢復原狀且新增建物和擴大水泥鋪面，違反區域計畫法，因此前董事長李晉毅遭到拘役及裁罰處分。

## 外部連結
- 官方网站
- 台商將在日首度發射自製火箭　路透：日本盼成亞洲太空發射樞鈕 （页面存档备份，存于）